# Autopista A290 (Rusia)
La autopista A290 (del ruso: А-290), conocida hasta 2017 también como autopista federal M25 (del ruso: Автодорога М25) es una autopista federal de Rusia. Une Novorosíisk con Port Kavkaz -estación transbordadora automovilística y ferroviaria junto al estrecho de Kerch-, a través de Verjnebakanski, Natujáyevskaya, Anapa, Dzhiguinka, Starotitarovskaya y Sennói. Gran parte de su recorrido surca los parajes de los limanes del delta del Kubán y la península de Tamán. 
El estrecho de Kerch es frontera entre el krai de Krasnodar de Rusia y la república autónoma de Crimea de Ucrania. Los transbordadores hacen el recorrido entre Port Kavkaz y Port Krym, junto a Kerch. Es parte de la ruta europea E97.